# Lisa-Maria Kellermayr
Lisa-Maria Kellermayr, née en 1985 et morte le 29 juillet 2022 à Seewalchen am Attersee, Autriche, est une femme médecin généraliste autrichienne.
« Dr Lisa-Maria Kellermayr @drlisamaria » est devenue célèbre en Autriche depuis le début des années 2020 grâce à Twitter. Elle parlait de ses expériences au contact des malades, commentait la politique sanitaire de son pays et critiquait les opposants à la vaccination et au masque.
Lisa-Maria Kellermayr a rendu publiques des menaces de mort qu'elle a reçues. À la suite de ces menaces, elle a fermé son cabinet à la fin juin 2022 tout en continuant ses activités politiques.
Enfin elle s‘est suicidée le 29 juillet 2022.